# Parafia Ewangelicko-Metodystyczna w Krakowie
Parafia Ewangelicko-Metodystyczna im. Andrzeja Frycza Modrzewskiego w Krakowie – zbór metodystyczny działający w Krakowie, należący do okręgu południowego Kościoła Ewangelicko-Metodystycznego w RP.

## Historia
Na terenie Generalnego Gubernatorstwa Kościół Metodystyczny został zalegalizowany 22 kwietnia 1941. Po przystąpieniu Stanów Zjednoczonych do wojny z III Rzeszą niemieckie władze internowały amerykańskich duchownych Kościoła łącznie z superintendentem naczelnym dr. Gaitherem Warfildem (1896–1986). Wówczas superintendentem Kościoła Metodystycznego w Generalnym Gubernatorstwie został ks. prezbiter Konstanty Najder.
Pastor Konstanty Najder jako osoba narodowości polskiej musiał opuścić katowicką parafię, ponieważ miasto zostało bezpośrednio włączone do III Rzeszy. Osiedlił się w Krakowie i jeszcze w 1941 roku zorganizował miejscową parafię. Pierwsze nabożeństwa odprawiał on w swoim mieszkaniu przy ulicy Starowiślnej. Pierwsza zaś kaplica znajdowała się przy ul. Stradom. Potem przez wiele lat, metodyści krakowscy gromadzili się przy ul. Wiślnej 4.
Od 1995 roku nową siedzibą krakowskich metodystów jest budynek kościelny przy ul. Długiej 3, w którym znajduje się kaplica i administracja parafii.
Zbór nosi oficjalnie imię Andrzeja Frycza-Modrzewskiego. Od 2003 r. pastorem zboru krakowskiego jest ks. Józef Bartos. Zborowi krakowskiemu podlega filiał w Chrzanowie.

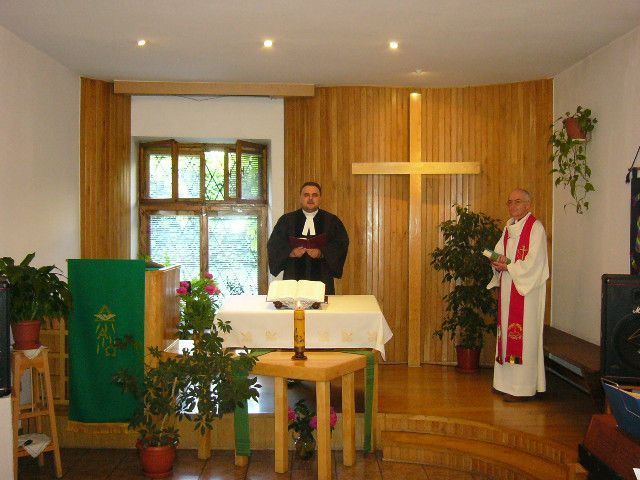
Zbór krakowski podczas wizyty bp. Patricka Streiffa (z prawej)